# (8034) Akka
(8034) Akka est un astéroïde Amor découvert le 3 juin 1992 par Carolyn S. Shoemaker et Eugene M. Shoemaker à l'observatoire Palomar.
Il est nommé d'après Akka, esprit féminin du chamanisme saami, présent également dans la mythologie finnoise.